# Parafrasi (musica)
In musica, la parafrasi è una generica rielaborazione di una composizione originale, sempre ben nota, effettuata da un autore diverso. In parte tale concetto si sovrappone a quello di parodia (parola che in origine non ha nulla a che fare con una riproposizione in chiave ironica, bensì significa semplicemente "cantare di nuovo").
Caratteristica della parafrasi è tuttavia la sua funzione divulgativa. In questo senso, come la parafrasi letteraria, anche quella musicale costituisce una sorta di transcodificazione a beneficio di un destinatario diverso dall'originale.
Nel medioevo e nel rinascimento questo procedimento fu applicato soprattutto alla musica liturgica, in quanto basata su melodie codificate. Particolare fortuna ebbe la parafrasi dei corali luterani.
Nel corso dell'Ottocento il genere della parafrasi di composizioni famose si sviluppò nei due sottogeneri, entrambi destinati a grande successo, della parafrasi da camera, normalmente per strumento solista, e della parafrasi per banda.
Le parafrasi da camera più note sono quelle per pianoforte composte da Franz Liszt su motivi tratti da opere liriche. Altrettanto celebri, nell'Ottocento, furono le parafrasi pianistiche di Sigismund Thalberg
D'altronde quasi tutti i grandi virtuosi dell'epoca composero parafrasi destinate al proprio strumento: dal violinista Niccolò Paganini al contrabbassista Giovanni Bottesini.
La parafrasi per banda ebbe particolare fortuna in Italia e in Francia, dove consentì di divulgare la musica fuori dai teatri e dalle sale. La forma generalmente usata fu quella del potpourri, anche se le composizioni possono risultare variamente intitolate (fantasia, ricordanza, reminiscenza). Uno dei più prolifici autori di parafrasi per banda fu il giovane Ponchielli.
Sia pure di malavoglia, spinto da necessità economiche, persino Wagner dovette dedicarsi alla parafrasi operistica, adattando su commissione dell'editore Schlesinger La favorita di Donizetti per diversi organici strumentali e vocali.